# Isao Yukisada
Isao Yukisada (行定勲, Yukisada Isao), né le 3 août 1968 à Kumamoto au Japon, est un réalisateur japonais.

## Filmographie partielle
- 1998 : OPEN HOUSE
- 2000 : Himawari (ひまわり?)
- 2000 : A Closing Day (閉じる日, 閉じる日?)
- 2001 : Luxurious Bone (贅沢な骨, Zeitaku na hone?)
- 2001 : Go
- 2002 : Tsuki ni shizumu (月に沈む?) (court-métrage)
- 2002 : Rock 'n' Roll Missing (ロックンロールミシン, Rokkunrōru mishin?)
- 2002 : Jam Films (ジャム フィルムズ?) (segment Justice)
- 2003 : Seventh Anniversary (セブンス アニバーサリー?)
- 2004 : A Day on the Planet (きょうのできごと, Kyō no dekigoto?)
- 2004 : Sekai no chūshin de, ai o sakebu (世界の中心で、愛をさけぶ?)
- 2005 : Kita no zeronen (北の零年?)
- 2005 : Spring Snow (春の雪, Haru no yuki?)
- 2007 : Tōku no sora ni kieta遠くの空に消えた (?)
- 2007 : Closed Note (クローズド・ノート, Kurozudo noto?)
- 2009 : Good Husband (今度は愛妻家, Kondo wa aisaika?)
- 2010 : Parade (パレード, Parēdo?)
- 2013 : Tsuya no yoru (つやのよる ある愛に関わった、女たちの物語?)
- 2014 : Entaku (円卓 こっこ、ひと夏のイマジン?)
- 2016 : Pinku to gurē (ピンクとグレー?)
- 2016 : Chaudes gymnopédies (ジムノペディに乱れる, Jimunopedi ni midareru?)[1]
- 2017 : Naratāju (ナラタージュ?)
- 2018 : River's Edge (リバーズ・エッジ, Ribāzu ejji?)

## Distinctions

### Récompenses
- Japan Academy Prize 2002 : prix du meilleur réalisateur pour Go[2]
- Blue Ribbon Awards 2002 : prix du meilleur réalisateur pour Go[3]
- Berlinale 2010 : prix FIPRESCI pour Parade[4]
- Berlinale 2018 : prix FIPRESCI pour River's Edge[5]